# Ministerio de Defensa de Ecuador
El Ministerio de Defensa Nacional es la instancia político-administrativa del Gobierno de Ecuador encargada de dirigir la política estratégica de defensa y administrar las Fuerzas Armadas; armonizando las acciones entre las funciones del Estado y la institución militar. Además emite la directiva de defensa militar, en la que determina la política que orienta su planificación. Es la columna vertebral del Estado, responsable de velar por la gobernabilidad de la nación, la paz y seguridad ciudadana, el mantenimiento del régimen democrático y el irrestricto respeto a la Constitución y a los Derechos Humanos. 
Además, el ministerio también controla y administra los diversos cuarteles, zonas militares y monumentos patrios donde se han dado batallas importantes a lo largo de la historia del país. Entre estos puede destacarse el Templo de la Patria y la Casa de Sucre, ambos en la ciudad de Quito. 
Su sede se encuentra en el Palacio de La Recoleta, un edificio del centro histórico de la ciudad de Quito.

## Historia

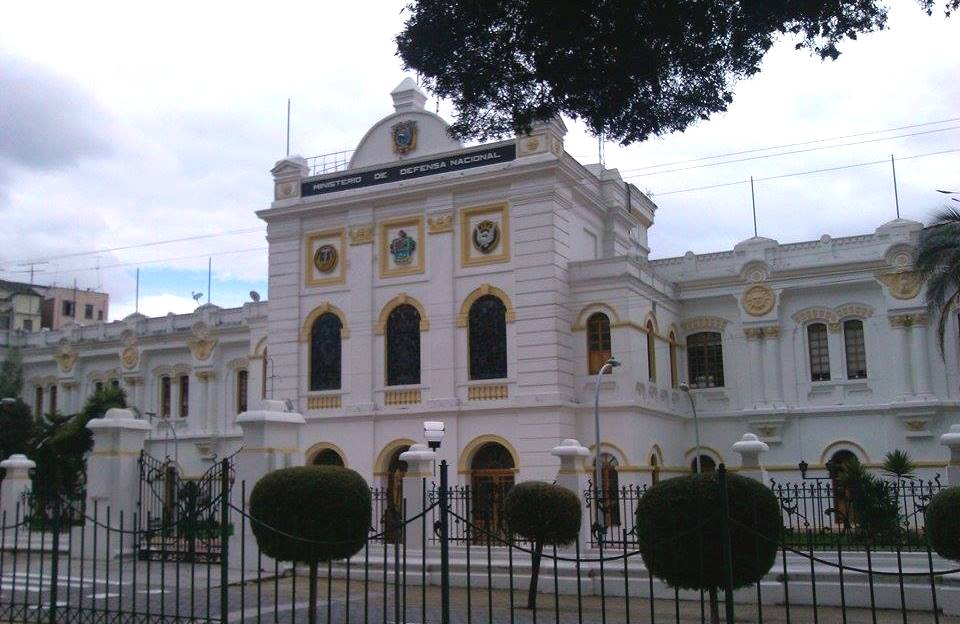

La Primera Asamblea Constituyente del Ecuador, reunida en la ciudad de Riobamba el 14 de agosto de 1830, en su artículo n.º 38, sección segunda, consagra la creación de la Jefatura de lo Interior y lo Exterior, el Ministerio de Hacienda y la Jefatura de Guerra y Marina, que por sus funciones y ámbitos de acción se constituyó en la base del actual Ministerio de Defensa Nacional. En 1843, la Jefatura de Guerra y Marina se constituyó como el Ministerio de Guerra y Marina. Más tarde, por decreto del 9 de diciembre de 1930, pasó a llamarse Ministerio de Guerra, Marina y Aviación. El Ministerio de Defensa recibe su nombre por Decreto Ejecutivo del 26 de septiembre de 1935. 
Esta cartera de Estado se ubica hasta la actualidad en el sector quiteño conocido como “La Recoleta”. En tiempos coloniales el límite de la ciudad era la quebrada del río Machángara. Hecho que motivó al dominico Fray Pedro Bedón a adquirir tierras en la zona, construir un convento y fundar en el año de 1600 la “Recoleta de Nuestra Señora de la Peña de Francia”, con el objetivo de establecer en él una comunidad dedicada a una vida de recogimiento más austera y más estricta en la observancia de las reglas. Así fue como el nombre de la congregación pasó a todo el sector. Tres siglos más tarde, el presidente Eloy Alfaro Delgado ordenó la construcción de un palacio para realizar una Exposición Internacional de Muestras para conmemorar el centenario del Primer Grito de la Independencia. El llamado Palacio de la Exposición fue construido en La Recoleta e inaugurado el 10 de agosto de 1909. El 8 de septiembre del mismo año, abrió sus puertas para la Exposición, en la que participaron Chile, Colombia, Perú, Francia, Estados Unidos, España, Italia, Japón y Ecuador. El diseño del palacio siguió el estilo neoclásico pompeyano y estuvo inspirado en modelos introducidos al país por el arquitecto italiano Giacomo Radiconcini a principios del siglo XX. 
Hacia fines de 1912, el Ministerio de Guerra y Marina decretó que se traslade al inmueble la Escuela Militar, semillero de los oficiales del Ejército Ecuatoriano. En 1937, la Escuela Militar, convertida ya en Colegio Militar Eloy Alfaro, abandonó el edificio de la Exposición Nacional y se mudó a las instalaciones de La Pradera. El Palacio de la Exposición fue desde entonces ocupado por el Ministerio de Defensa Nacional hasta nuestros días. En 1914, un fuerte sismo afectó al edificio principal y para su modificación fue necesario eliminar la Cúpula del cuerpo central. Dado que el inmueble estaba ocupado por la Institución Castrense, se aprovechó la intervención arquitectónica para rediseñar la fachada con un carácter más austero y militar.

## Comando Conjunto de las Fuerzas Armadas
El Ministerio de Defensa Nacional es el órgano político estratégico que se encarga de la administración del Comando Conjunto de las Fuerzas Armadas, instancia que se compone de tres ejes para la defensa nacional, en orden de importancia debido a su antigüedad:
- Fuerza Terrestre
- Fuerza Naval
- Fuerza Aérea
- Comando de Ciberdefensa

## Entidades adscritas
También colaboran con el Ministerio de Defensa Nacional del Ecuador las siguientes instituciones:
- Instituto Espacial Ecuatoriano
- Instituto Geográfico Militar
- Instituto Antártico Ecuatoriano
- Instituto Oceanográfico de la Armada del Ecuador